# Edwin R. Phillips
Edwin R. Phillips, nato Edwin Roland Phillips (Providence, gennaio 1872 – New York, 30 agosto 1915), è stato un attore e regista statunitense.

## Filmografia

### Attore
- The Life of Napoleon, regia di J. Stuart Blackton (1909)
- Napoleon, the Man of Destiny, regia di J. Stuart Blackton (1909)
- He Couldn't Dance, But He Learned (1909)
- A Pair of Schemers; or, My Wife and My Uncle (1910)
- Taming a Grandfather (1910)
- The Call of the Heart (1910)
- Convict No. 796

- He Who Laughs Last (1910)

- A Tale of Two Cities, regia di Charles Kent (o William Humphrey?) (1911)

- Lulu's Anarchist
- The Great Diamond Robbery (1912)
- His Father's Son (1912)
- Counsel for the Defense, regia di Van Dyke Brooke (1912)
- The Hieroglyphic, regia di Charles L. Gaskill (1912)
- An Eventful Elopement
- The Light That Failed (1912)
- Never Again, regia di Edwin R. Phillips (1912)
- A Bunch of Violets, regia di Edwin R. Phillips (1912)
- The Black Sheep, regia di Edwin R. Phillips (1912)

- Thou Shalt Not Kill, regia di Hal Reid (1913)
- The Skull, regia di William V. Ranous (1913)
- Beau Brummel, regia di James Young (1913)
- Dr. Crathern's Experiment, regia di Van Dyke Brooke (1913)
- For Another's Crime (1913)

### Regista
- Never Again (1912)
- A Bunch of Violets (1912)
- The Black Sheep (1912)